# Pont suspendu de la Rivière de l’Est

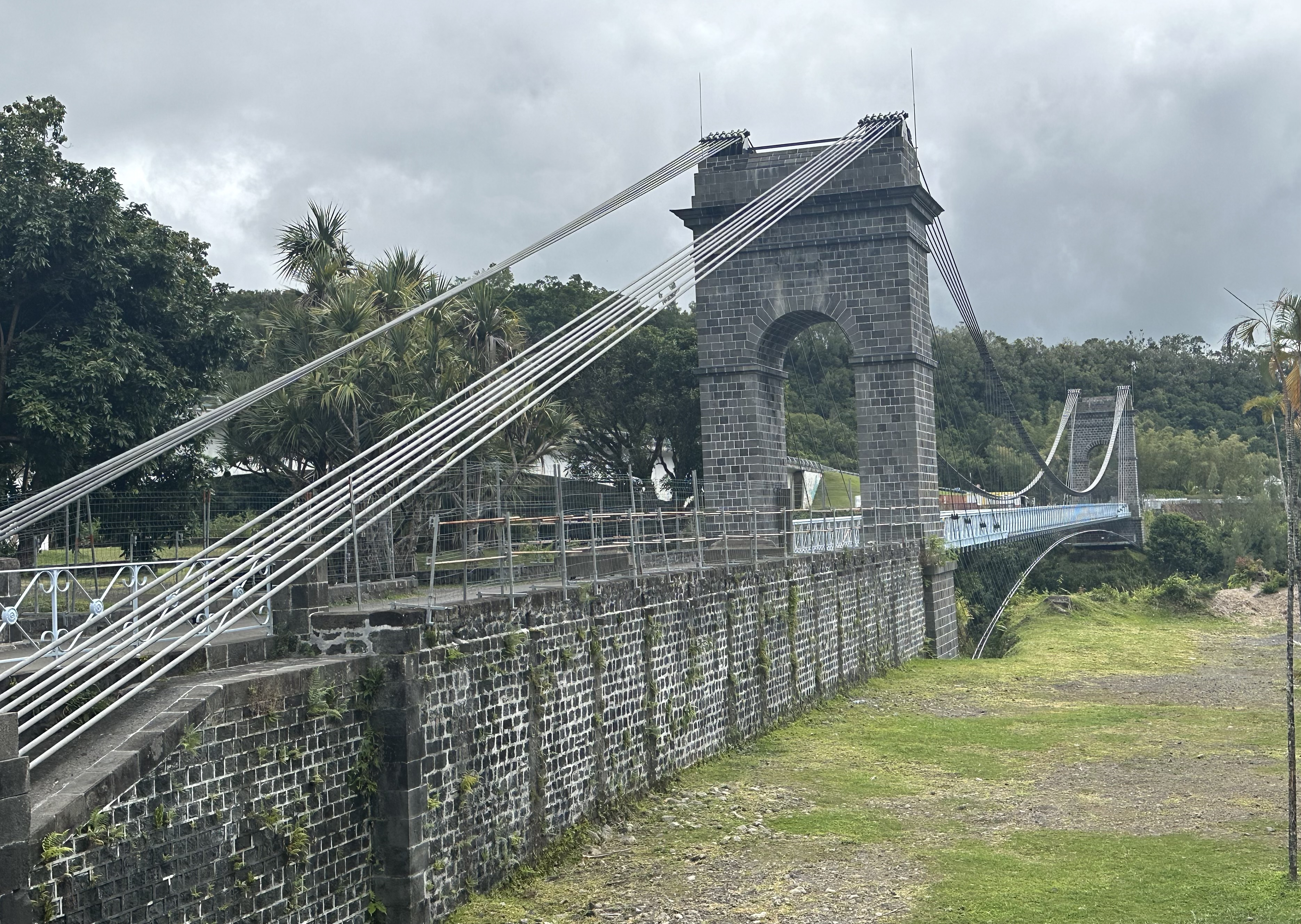
Pont suspendu de la Rivière de l’Est, 2024

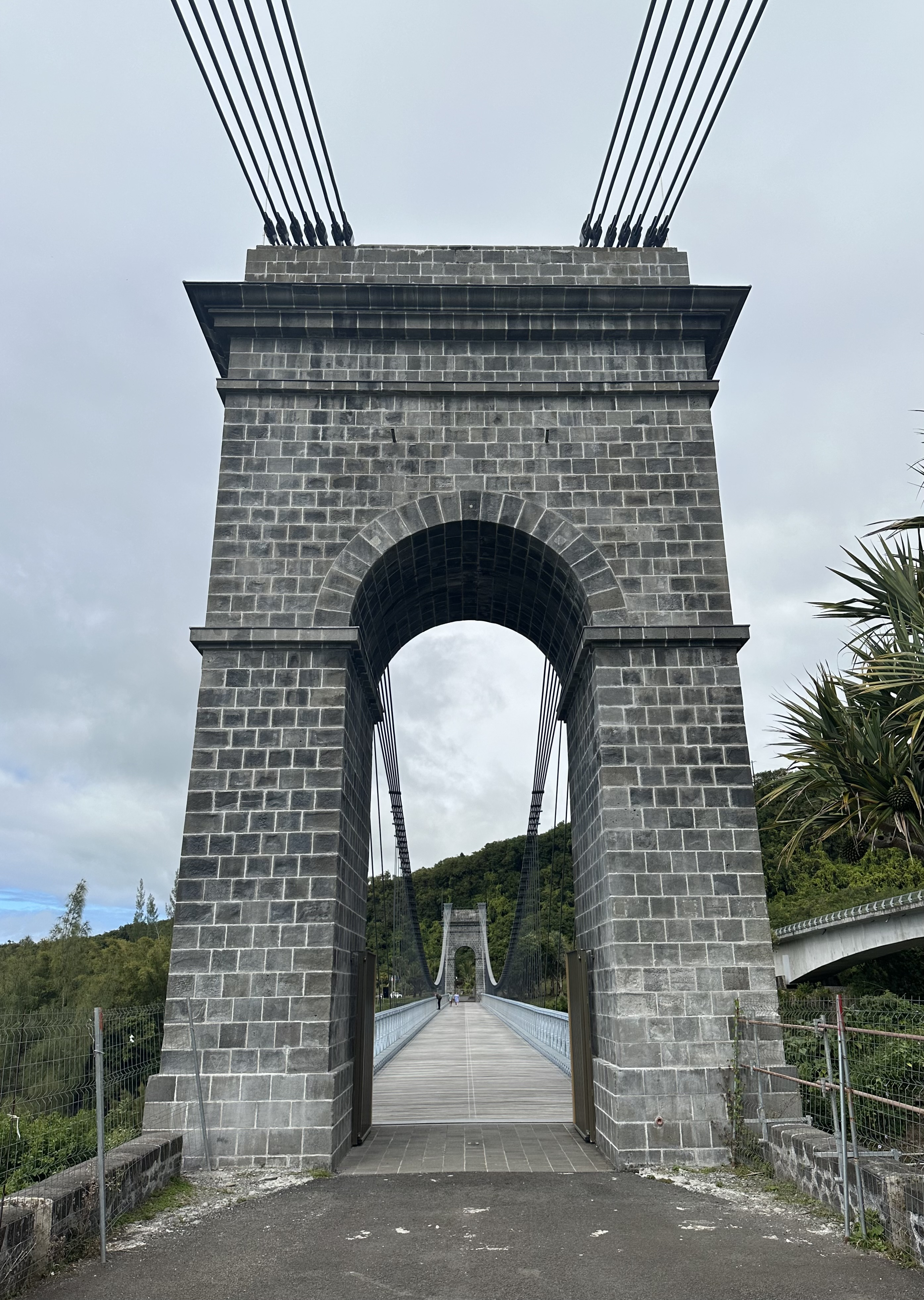
Blick von Nordwesten

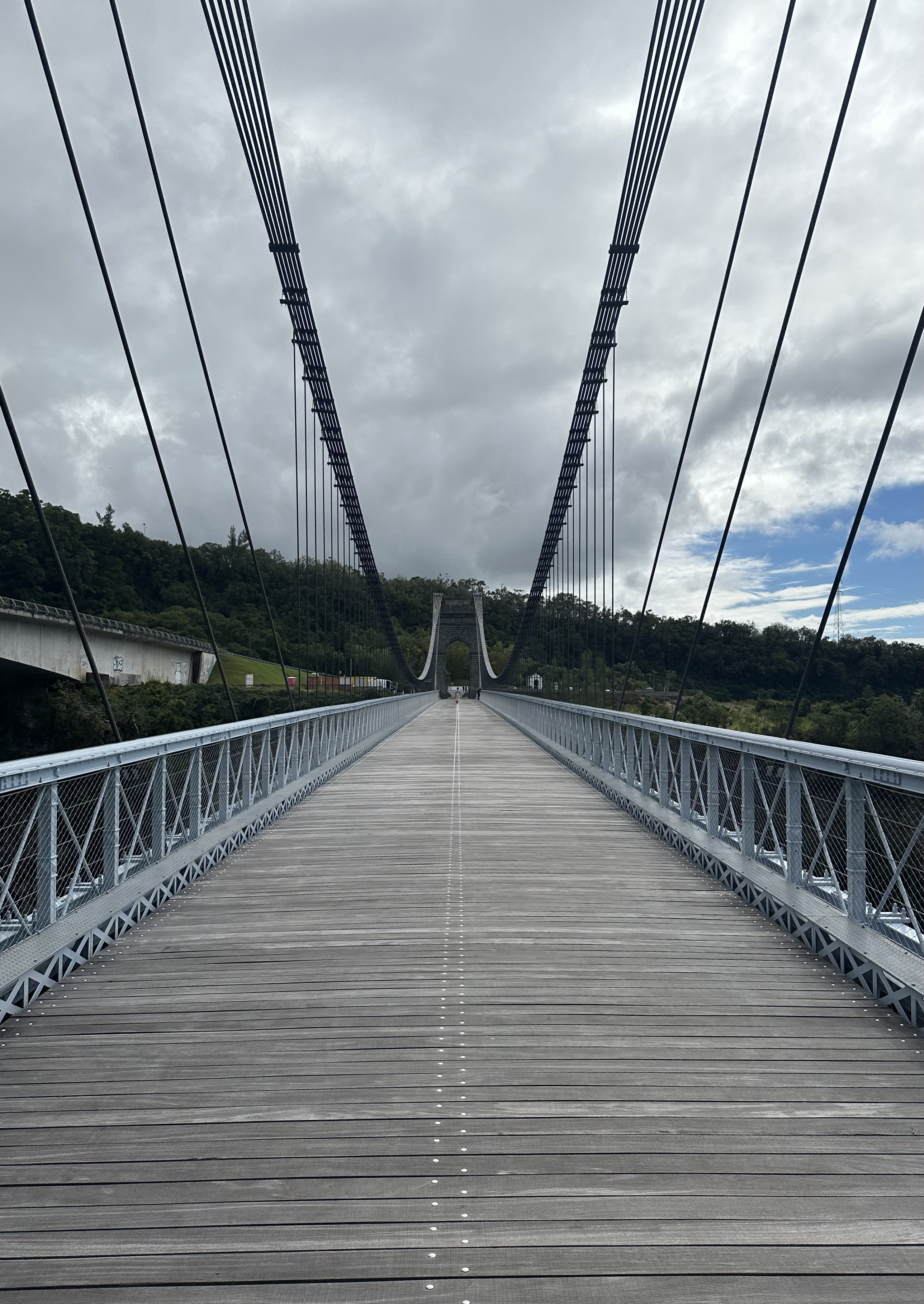
Auf der Brücke, 2024

Die Hängebrücke über den Rivière de l’Est (französisch Pont suspendu de la Rivière de l’Est) ist eine denkmalgeschützte Brücke auf der im Indischen Ozean gelegenen französischen Insel Réunion.

## Lage
Die Brücke befindet sich nahe der Ostküste der Insel und führt die Ringstraße N2 über den in einer tiefen Schlucht fließenden Rivière de l’Est. Die Straße macht hier einen großen Bogen landeinwärts, da sich der bisweilen reißende Fluss unterhalb der Brücke in seinem Geröllbett immer weiter ausdehnt, bis er an der etwa 3,1 km entfernten Küste etwa 800 m breit wird. Ihr südöstlicher Teil gehört zur Gemeinde Sainte-Rose, der nordwestliche zur Gemeinde Saint-Benoît. In der Nähe des nordwestlichen Endes der Brücke befindet sich die Kapelle Sainte-Rita.

## Beschreibung
Die von Ferdinand Arnodin gebaute Hängebrücke steht 42 Meter oberhalb des Flussbettes und hat eine Spannweite von 147,9 Metern. Andere Angaben nennen eine Länge von 152 Metern, bei der die Pylone offensichtlich mitgerechnet wurden. Bei ihrer Fertigstellung soll sie die längste Hängebrücke der Welt gewesen sein. Ihre Breite beträgt 5,3 Meter, die Fahrspur 4,7 Meter. Sie wurde von schmalen Fußwegen gesäumt. Mit ihren bis in die ersten Drittel des Fahrbahnträgers reichenden Schrägseilen und nur im mittleren Bereich verwendeten Hängern sowie den von Arnodin entwickelten Kreuzschlagseilen ist sie ein typisches Beispiel seiner Brücken.

## Geschichte
Ab 1840 gab es Bemühungen den schwer zu überwinden Fluss dauerhaft zu überbrücken. Der stark schwankende Wasserspiegel des Flusses erschwerte jedoch das Vorhaben. 1862 gab es ein erstes Projekt zur Errichtung einer Hängebrücke durch Pierre-Joseph Bonnin, den örtlichen Chefingenieur der Ponts et Chaussées. 1866 wurde am rechten Ufer ein Pylon errichtet. Wegen Geldmangel wurden die Arbeiten für  den am linken Ufer eingestellt. Zwischen ihnen errichtete man eine provisorische Fußgängerhängebrücke.
1888 bat die Verwaltung Gustave Eiffel und Ferdinand Arnodin um Angebote für eine Brücke. Eiffel schlug zwei eiserne Bogenbrücken vor, deren Preis deutlich über der von Arnodin, einem bekannten Hersteller von Hängebrücken, vorgeschlagenen Brücke lag, für die die schon aufgemauerten Pylone verwendet werden konnten. Er erhielt deshalb 1892 den Auftrag.
Die Metallteile der Brücke wurden in Arnodins Fabrik in Châteauneuf-sur-Loire hergestellt und per Schiff nach Réunion gebracht. Die Montage der Stahlseile erfolgte unter der Leitung von Georges Arnodin, dem Sohn des Herstellers. Die Brücke war im Dezember 1893 fertig, die offizielle Verkehrsübergabe erfolgte Anfang 1894. Mit der Brücke wurde der nördliche Teil Réunions mit dem Osten verbunden und insbesondere der Transport von Zuckerrohr vereinfacht; die schwierige Passage des Flusses war nun nicht mehr nötig.
Um den im Laufe der Zeit veränderten Anforderungen des Verkehrs gerecht zu werden, wurde 1979 westlich der Brücke eine neue modernere Brücke eröffnet. 1991/1992 fanden Sanierungsarbeiten statt. Die alte Brücke war zunächst noch für den Fußgängerverkehr offen, wurde dann jedoch im Januar 2016 wegen Baufälligkeit gesperrt.
In der ab 2022 erfolgten Sanierung wurde die Brücke praktisch komplett wieder aufgebaut und verstärkt. Statt der vierfachen Tragseile wurden nun sechsfache Tragseile und siebenfache Ankerseile sowie ein modernisiertes Trägerrost des Fahrbahnträgers eingebaut. Sie wurde am 22. Dezember 2023 wieder offiziell eröffnet. Bereits seit dem 13. Dezember 2023 war die Zugänglichkeit von der Südseite her möglich. Die Arbeiten kosteten 17 Millionen € und wurden durch den französischen Staat, die Europäische Union, die Region Réunion und zu einem Anteil von 500.000 € durch Lotteriemittel aufgebracht.
Seit dem 14. März 2014 ist die Brücke als Monument historique ausgewiesen. Am 7. Mai 2018 erfolgte eine Höherstufung.